# The Suicide Squad
The Suicide Squad is een Amerikaanse superheldenfilm uit 2021, geregisseerd door James Gunn. De film is gebaseerd op het gelijknamig team van superschurken van DC Comics en beschikt over een ensemblecast bestaande uit onder meer Margot Robbie, Idris Elba, Viola Davis, John Cena, Joel Kinnaman en Jai Courtney. 
De film is een sequel en gedeeltelijke reboot van Suicide Squad (2016) en is de tiende film in het DC Extended Universe.

## Verhaal
Een groep superschurken wordt door Amanda Waller ingeschakeld om een gevaarlijke search-and-destroymissie uit te voeren op het eiland Corto Maltese. Het doel is om het laboratorium Jötunheim te vernietigen. Dit was door de Duitsers gebouwd in de Tweede Wereldoorlog om illegale experimenten uit te voeren. Nu vindt Project Starfish er plaats, een project met een buitenaardse zeester die zijn bewustzijn kan overbrengen in een ander. Aan de Suicide Squad de taak om alle bestanden te vernietigen.

## Rolverdeling
| Acteur             | Personage                                    |
| ------------------ | -------------------------------------------- |
| Margot Robbie      | Harley Quinn                                 |
| Idris Elba         | Robert DuBois / Bloodsport                   |
| John Cena          | Christopher Smith / Peacemaker               |
| Joel Kinnaman      | Kolonel Rick Flag                            |
| David Dastmalchian | Abner Krill / Polka-Dot Man                  |
| Daniela Melchior   | Cleo Cazo / Ratcatcher 2                     |
| Sylvester Stallone | King Shark / Nanaue (stem)                   |
| Viola Davis        | Amanda Waller                                |
| Jai Courtney       | George "Digger" Harkness / Captain Boomerang |
| Michael Rooker     | Brian Durlin / Savant                        |
| Peter Capaldi      | Gaius Grieves / The Thinker                  |
| Alice Braga        | Sol Soria                                    |
| Flula Borg         | Gunter Braun / Javelin                       |
| Pete Davidson      | Richard Hertz / Blackguard                   |
| Nathan Fillion     | Cory Pitzner / T.D.K. (The Detachable Kid)   |
| Sean Gunn          | Weasel en Calendar Man                       |
| Mayling Ng         | Mongal                                       |
| Dee Bradley Baker  | Sebastian (stem)                             |
| Taika Waititi      | Ratcatcher 1                                 |
| Steve Agee         | John Economos en King Shark (motion-capture) |
| Jennifer Holland   | Emilia Harcourt                              |
| Tinashe Kajese     | Florence Crawley                             |
| Joaquín Cosío      | Majoor-generaal Mateo Suarez                 |
| Juan Diego Botto   | President-generaal Silvio Luna               |
| Storm Reid         | Tyla DuBois                                  |
| Julio Cesar Ruiz   | Milton                                       |
| Mikaela Hoover     | Camilla                                      |
| John Ostrander     | Dr. Fitzgibbon                               |
| Natalia Safran     | Kaleidoscope                                 |
| Jared Leland Gore  | Double Down                                  |
| Lynne Ashe         | Polka-Dot Man's moeder                       |
| Gerardo Davila     | Generaal Vera                                |
| Stephen Blackehart | Piloot Briscoe                               |
| Pom Klementieff    | Danser in de nachtclub                       |
| Lloyd Kaufman      | Danser in de nachtclub                       |
| Randy Havens       | Star-Crossed Man                             |

## Productie

### Voorgeschiedenis
In de zomer van 2016 ging Suicide Squad van regisseur David Ayer in première. De film oogstte weinig lof bij de Amerikaanse filmpers, maar was met zo'n 745 miljoen dollar wel een financieel succes en sleepte ook een Oscar in de wacht. In de maanden voor en na de première doken er verschillende plannen op voor zowel een sequel als spin-offs rond de personages van Will Smith (Deadshot), Margot Robbie (Harley Quinn) en Jared Leto (Joker). Zo had Robbie al in 2015, tijdens de opnames van Suicide Squad, aan de studio voorgesteld om een film te maken over Harley Quinn en enkele andere vrouwelijke superschurken van DC Comics. Dit project werd uiteindelijk in 2020 uitgebracht onder de titel Birds of Prey.
In december 2016 werden Ayer en Robbie gelinkt aan Gotham City Sirens, een ander filmproject over enkele vrouwelijke superschurken van DC, en werd ook bericht dat Warner Brothers plannen had voor een Suicide Squad-sequel en een spin-off rond Deadshot. Begin 2017 werd zowel Mel Gibson als Daniel Espinosa overwogen als regisseur voor Suicide Squad 2 en werkte zowel Adam Cozad als Zak Penn aan een script voor de sequel. In juli 2017 werd ook regisseur Jaume Collet-Serra aan het project gelinkt. Een maand later werd bericht dat de studio ook plannen had om een spin-off te maken over de personages van Robbie en Leto. Warner Brothers koos er uiteindelijk voor om met acteur Joaquin Phoenix een solofilm over de ontstaansgeschiedenis van de Joker te maken.
In september 2017 werd regisseur Gavin O'Connor in dienst genomen om Suicide Squad 2 te regisseren. In eerste instantie werkte hij met Anthony Tambakis aan een script. Nadien riep de regisseur de hulp in van Gotham-acteur Todd Stashwick en scenarist David Bar Katz om een script te schrijven. In september 2018 onthulde Stashwick dat het script klaar was.
Van alle geplande projecten was Birds of Prey het eerste dat in 2018 groen licht kreeg van de studio. Omdat de spin-off over een gelijkaardig verhaal beschikte als het script voor Suicide Squad 2 werd de Suicide Squad-sequel op de lange baan geschoven, waardoor O'Connor uiteindelijk afhaakte.

### Ontwikkeling
In oktober 2018 werd James Gunn in dienst genomen om Suicide Squad 2 te schrijven en regisseren. De keuze voor Gunn, die met Guardians of the Galaxy (2014) en Guardians of the Galaxy Vol. 2 (2017) al twee Marvel-superheldenfilms had geregisseerd, was opvallend omdat de regisseur enkele maanden voordien door Disney ontslagen was vanwege enkele Twitter-grappen over gevoelige onderwerpen. In maart 2019 werd Gunn ook door Disney opnieuw in dienst genomen.
In tegenstelling tot Ayers film, die gedeeltelijk op The New 52-stripreeks (2011–2016) van DC gebaseerd was, liet Gunn zijn script inspireren door de Suicide Squad-comics die in de jaren 1980 geschreven werden door John Ostrander. Producent Peter Safran omschreef het project als 'een volledige reboot' en vergeleek het met 'een ruwe oorlogsfilm uit de jaren 1970'.

### Casting
In het voorjaar van 2019 werden Margot Robbie (Harley Quinn), Viola Davis (Amanda Waller) en Joel Kinnaman (Rick Flag) gelinkt aan een terugkeer. In maart 2019 bevestigde acteur Jai Courtney zelf dat hij zou terugkeren als Captain Boomerang. In dezelfde periode werden met Idris Elba, Dave Bautista en David Dastmalchian ook nieuwe acteurs aan het project gelinkt.
Elba werd aanvankelijk gecast als Deadshot, het personage dat in de eerste film vertolkt werd door Will Smith, die besloten had om niet aan de sequel mee te werken. Uiteindelijk koos men ervoor om Elba een nieuw personage te laten spelen. Bautista, die voor het personage Peacemaker overwogen werd, haakte uiteindelijk af vanwege een te drukke agenda en werd vervangen door collega-worstelaar John Cena. Dastmalchian, die eerder al aan de DC-superheldenfilm The Dark Knight (2008) had meegewerkt, werd gecast als de slechterik Polka-Dot Man.
Eind april 2019 werd de Portugese actrice Daniela Melchior gecast als Ratcatcher, een personage dat in de comics mannelijk is maar voor de film veranderd werd in een vrouw. Ook Isabela Moner werd voor de rol overwogen. In de daaropvolgende maand werd Benicio del Toro gelinkt aan de rol van slechterik en werd bericht dat Michael Rooker gecast was als het personage King Shark. Rooker zelf ontkende het bericht enkele dagen later via Instagram. Rooker werd uiteindelijk gecast als de schurk Savant.
In juli 2019 werd de zestienjarige Storm Reid gecast als de dochter van Elba's personage. Een maand later werden ook Nathan Fillion, Taika Waititi en komieken Flula Borg en Steve Agee aan het project toegevoegd. Begin september 2019 raakte de casting van Peter Capaldi en Pete Davidson bekend.
In september 2019 werden 24 namen van de cast officieel bevestigd door Gunn en een jaar later werden de namen van de personages onthuld.

### Opnames
De opnames gingen op 20 september 2019 van start in de Pinewood Atlanta Studios in Atlanta Georgia en eindigden op 28 februari 2020. Verder vonden er ook opnames plaats in Panama.

### Muziek
In mei 2020 werd John Murphy ingesteld als componist voor de film. Tyler Bates die alle eerdere films van Gunn componeerde, was oorspronkelijk verbonden aan het componeren van de filmmuziek voor The Suicide Squad, maar verliet uiteindelijk het project. Tijdens de pre-productie schreef Bates muziek voor Gunn om op de set te gebruiken, zoals hij eerder had gedaan voor Gunn in de Guardians of the Galaxy-films. De single "Rain" van Grandson en Jessie Reyez van het soundtrackalbum van de film werd uitgebracht op 22 juni 2021.

## Release en ontvangst
De film ging in première op 27 juli 2021 op het Leicester Square in Londen. De Amerikaanse release is gepland voor 6 augustus 2021. In de Verenigde Staten zal de film aanvankelijk zowel in de bioscoop als op streamingdienst HBO Max uitgebracht worden. 
Op Rotten Tomatoes heeft The Suicide Squad een waarde van 90% en een gemiddelde score van 7,50/10, gebaseerd op 350 recensies. Op Metacritic heeft de film een gemiddelde score van 72/100, gebaseerd op 53 recensies.

## Spin-off
In september 2020 werd er een spin-offserie over John Cena's personage Peacemaker aangekondigd, genaamd Peacemaker. De reeks, die bedacht werd door regisseur James Gunn, zal op HBO Max uitgebracht worden.